# Középhomoród
Középhomoród (románul Homorodu de Mijloc) falu Romániában, Szatmár megyében.

## Fekvése
Szatmár megyében, a Bükk-hegység nyugati oldalán, Erdődtől keletre fekvő település.

## Története
Középhomoród nevét az oklevelek a 15. századtól említik. Ekkor a falu a bélteki uradalomhoz tartozott, és a Drágfi család birtokai közé tartozott, azon túl pedig az erdődi uradalommal a szatmári vár és a szatmári uradalom tartozéka volt egészen 1633-ig.
1633-ban Lokácsi Prépostváry Zsigmond lett Középhomoród birtokosa.
A szatmári béke után gróf Károlyi Sándor kapta meg a települést, s az övé volt a következő századokban is.

## Nevezetességek
- Görögkatolikus temploma 1706-ban épült.